# Karamea tuthilli
Karamea tuthilli is een hooiwagen uit de familie Triaenonychidae.